# La Hierra
La Hierra é uma junta de governo da província de Entre Ríos, na Argentina.